# Amor en el aire
Amor en el aire es una película de comedia musical coproducida por España y Argentina y estrenada el 25 de diciembre de 1967, protagonizada por Rocío Dúrcal, Palito Ortega, Amalia de Isaura y Fernando Rey.

## Argumento
Clara (Rocío Dúrcal) es una muchacha que trabaja como sobrecargo. Durante un viaje Buenos Aires-Madrid, conoce a Víctor (Palito Ortega), quien tras una serie de acontecimientos provoca que despidan a Clara de su trabajo. De vuelta a casa, descubre unos vestidos teatrales que pertenecieron a su abuela Lina (también interpretada por Rocío Dúrcal), y su aya Leonilda (Amalia de Isaura), le cuenta que su abuela terminó su carrera tras sufrir un desengaño amoroso con un compañero de teatro llamado Carlos (también Palito Ortega), pero a pesar de ello murió con la pena de no poder dedicarse a su gran vocación que era el escenario. Decidida a que no le pase lo mismo, pues ella también siente la misma vocación, Clara se presenta ante una agencia de artistas, donde coincide con Víctor que también prueba fortuna como intérprete. Poco a poco irán avanzando en su carrera en el espectáculo, hasta que el padre de Víctor, Carlos (Fernando Rey) lo descubre en el teatro. Él creía que su hijo había ido a Madrid a estudiar, y se muestra disgustado, por lo que en contra de la voluntad de Víctor intentará apartar a su hijo del espectáculo para que busque un trabajo "decente".

## Reparto
- Rocío Dúrcal ... Lina Sol / Clara Luna
- Palito Ortega ... Carlos / Víctor Saldiez
- Fernando Rey ... Ing. Carlos María Saldiez
- Amalia de Isaura ... Leona
- José Sazatornil ... Pascual Fumasoli
- Alberto Dalbes ... Pinto Rosado
- Tomás Blanco
- Manuel Alexandre
- Cándida Losada
- Rosario García Ortega
- Laly Soldevila
- Rafaela Aparicio
- Julio Goróstegui
- Venancio Muro
- Erasmo Pascual
- Félix Dafauce
- Pilar Gómez Ferrer
- Elio Roca
- Miguel Armario
- Modesto Blanch
- Alfredo Santacruz
- Cris Huerta
- Vicente Vega
- Blaki
- Maruja Recio
- José Luis Blanco
- Alberto Solá
- José Morales
- David Areu
- Manuel Luque
- Patricia Loran
- José Sepúlveda
- José María Lavernié
- Agustín Bescós
- Rafael Alcántara
- Luisa Sala

## Temas musicales
- Mascia por Rocío Dúrcal.
- Eugenia Emperatriz por Rocío Dúrcal.
- Vidalita por Palito Ortega.
- Mi amigo por Rocío Dúrcal.[1]
- Lo mismo que a usted por Palito Ortega.
- Lección de amor por Palito Ortega.
- Dichoso mantón por Amalia de Isaura.
- La chica del día por Rocío Dúrcal.
- Sol de Oklahoma por Palito Ortega.
- Me están mirando por Rocío Dúrcal.
- Sol de Oklahoma (reprise) por Palito Ortega y Rocío Dúrcal.
- Amor en el aire por Palito Ortega y Rocío Dúrcal.